# Adirondack Architecture

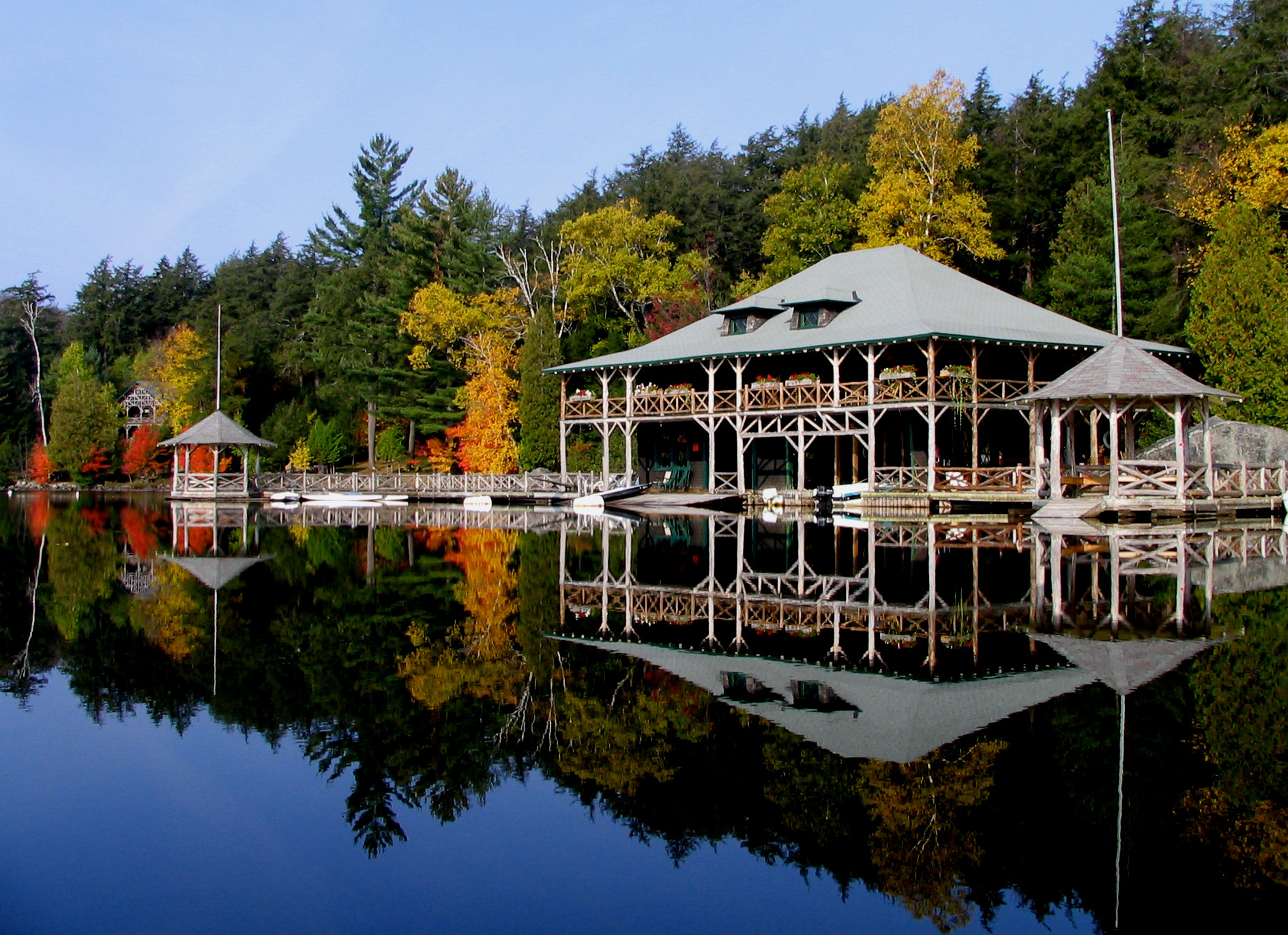
Knollwood Club

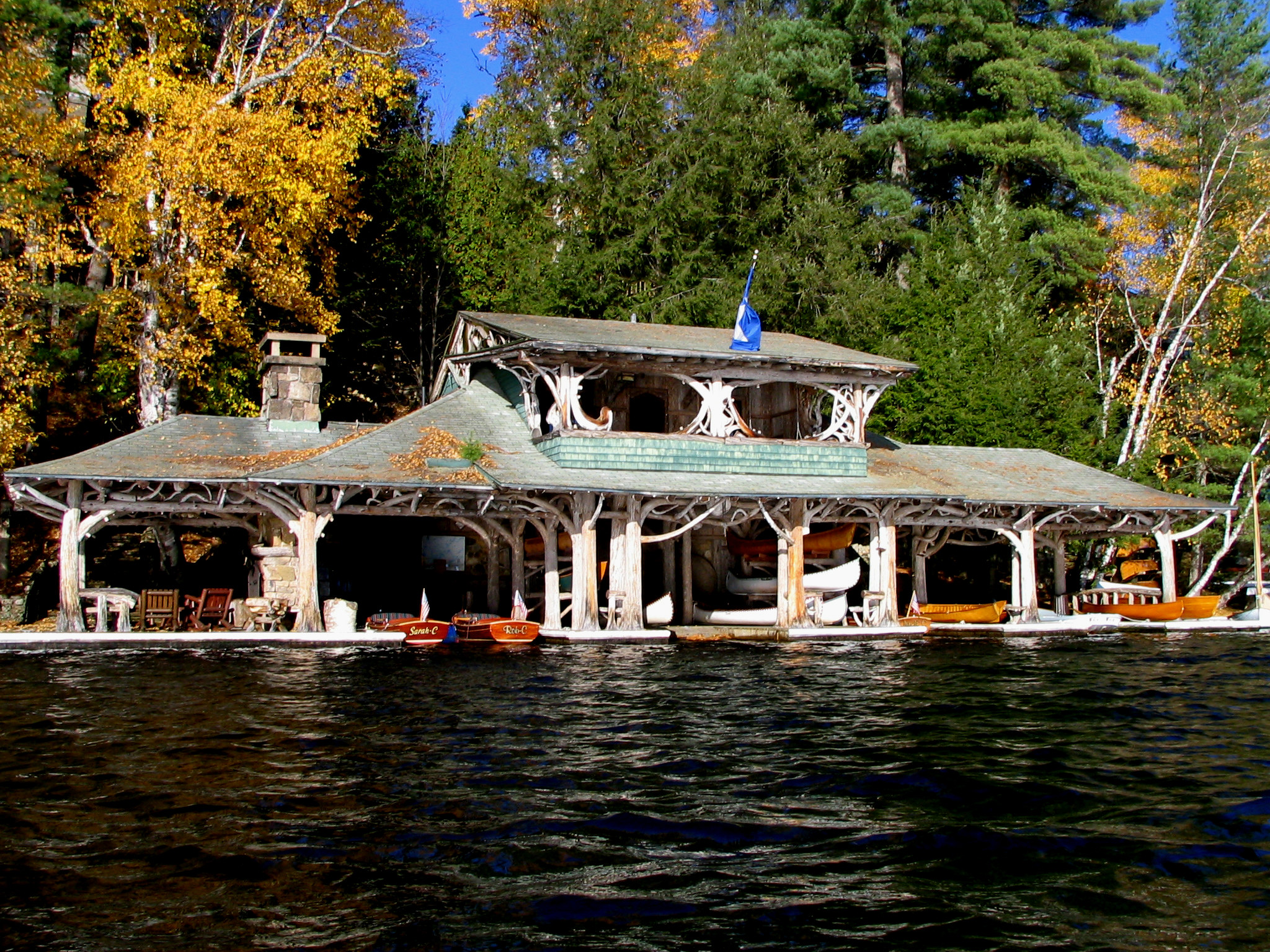
Bootshaus bei Camp Topridge, erbaut für Marjorie Post von Benjamin A. Muncil

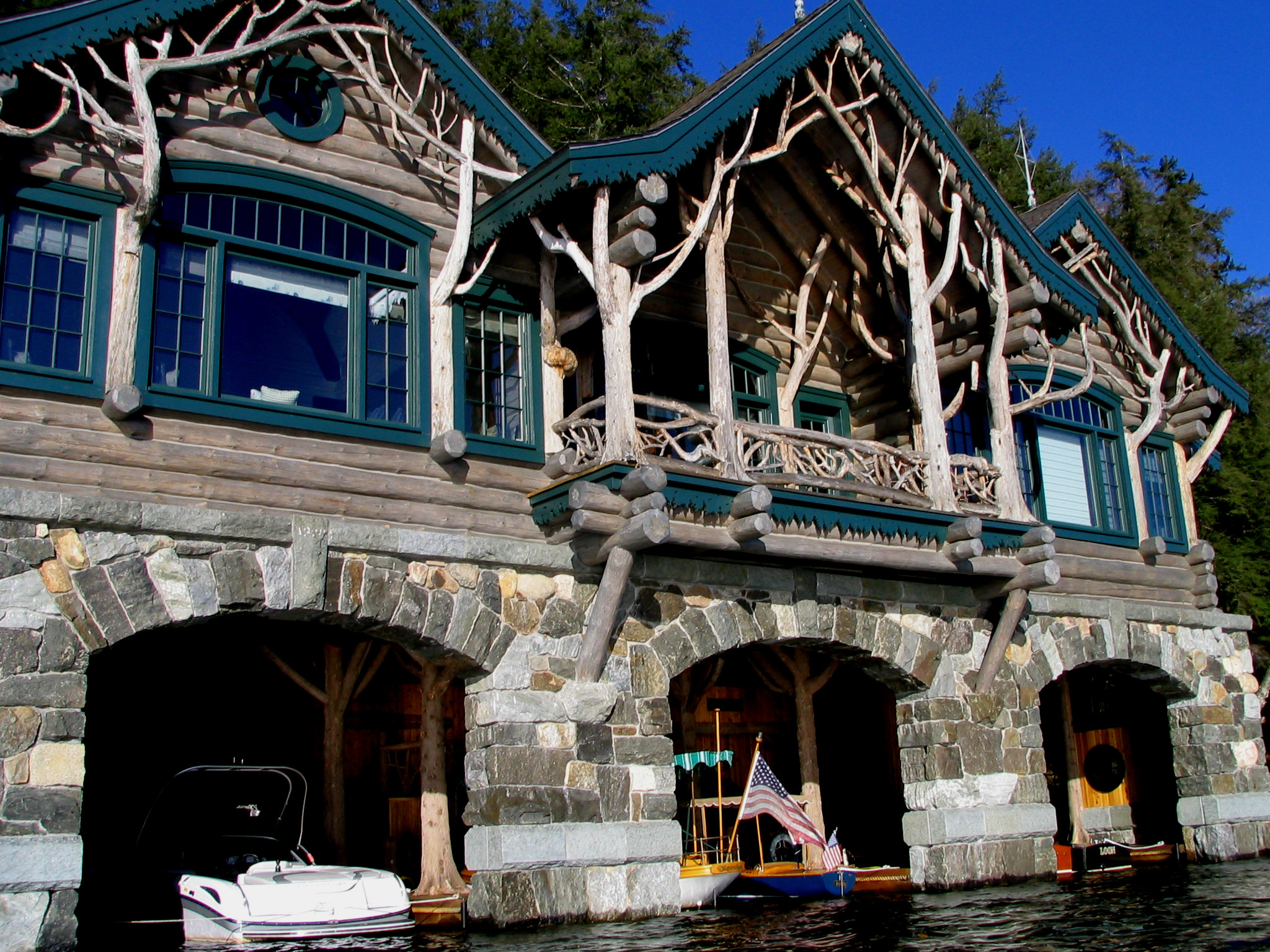
Bootshaus bei Camp Topridge von Harlan Crow

Adirondack Architecture (auch: Great Camp Architecture) ist ein architektonischer Stil, der speziell im Bereich der Great Camps im Gebiet der Adirondack Mountains im Bundesstaat New York verbreitet ist. Die Erbauer der Camps nutzten lokale Baumaterialien und errichteten die Gebäude in einer unbegradigten Waldlandschaft. Diese Feriendomizile für wohlhabende Bürger sollten ein primitives, rustikales Erscheinungsbild abgeben und gleichzeitig Komfort bieten aber den teuren Transport von Baumaterialien aus größerer Entfernung vermeiden.

## Materialien
Elemente wie ganze, halbierte, oder geschälte Stämme, Rinde, Wurzeln und Knollen wurden zusammen mit dem einheimischen Granit und Feldstein für Komponenten der Außenfassade und der Inneneinrichtung benutzt. Massive Feuerstellen und Kamine prägen die Innenarchitektur. Einheimische Materialien wurden in der Hoch-Zeit der Adirondack Architecture auch verwendet, weil eine Lieferung der Materialien aus den städtischen Gebieten teilweise gar nicht möglich war.

## Stilelemente
Der Stil griff zurück auf die Gestaltung der Schweizer Chalets, die von Andrew Jackson Downing um 1850 in Amerika eingeführt worden war. Das Bauen mit Stämmen wurde durch Downings Protégé Calvert Vaux in seinem Musterbuch Villas and Cottages 1857 populär gemacht. Downings Design-Prinzipien betonten Nützlichkeit, strukturellen Ausdruck und Anpassung an die natürliche Umgebung. Die Gebäudeform war durch den Stick style beeinflusst, benutzte jedoch eher eine Rahmenbauweise aus Stämmen als aus Holz-Zuschnitt. Charles Eastlakes Buch Hints on Household Taste in Furniture, Upholstery and other Details war eine weitere einflussreiche Ideenschmiede für den Adirondack Rustic Style. Rustikale Innenausstattung nach Art des Mission Style, Jagdtrophäen, Japanische Fächer und Wände sowie American Indian Artifacts wurden durch Eastlakes Ideen beeinflusst.
Camp Santanoni in Newcomb, New York wurde für Robert C. Pruyn aus Albany errichtet. Es war das erste Adirondack Camp, das als ganzes von einem professionellen Architekten (Robert Henderson Robertson aus New York) gestaltet wurde.

## Beispiele
Die Adirondacks Buildings wurden berühmt für ihre rustikale Ausstattung und hervorragende Handwerksarbeiten. Der Adirondacks Style wurde sowohl für private Gebäude, als auch für öffentliche Gebäude und für Möbel verwendet. Die besten Beispiel finden sich in und um Adirondack Park.

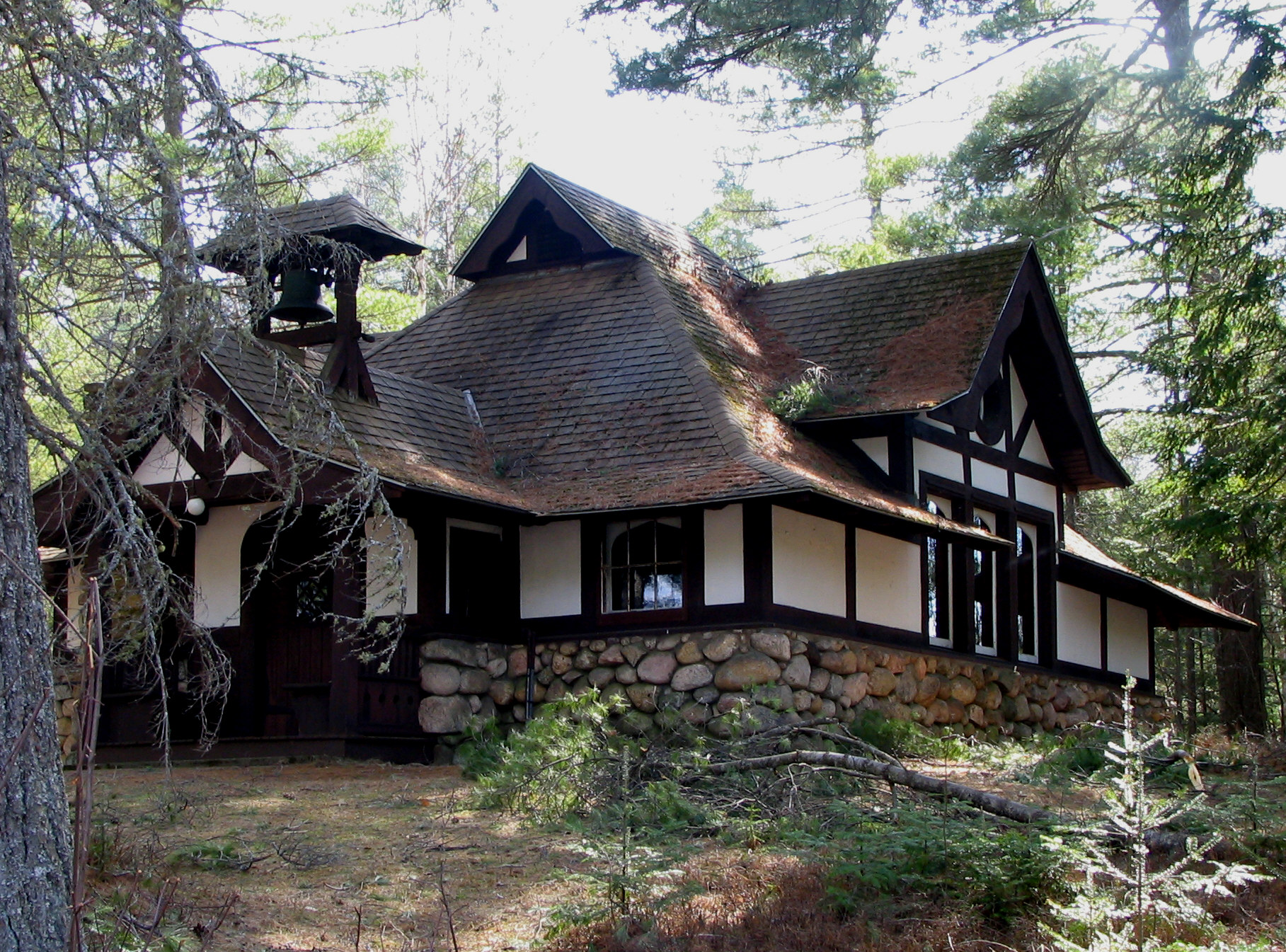
Saint Regis Presbyterian Church von William L. Coulter
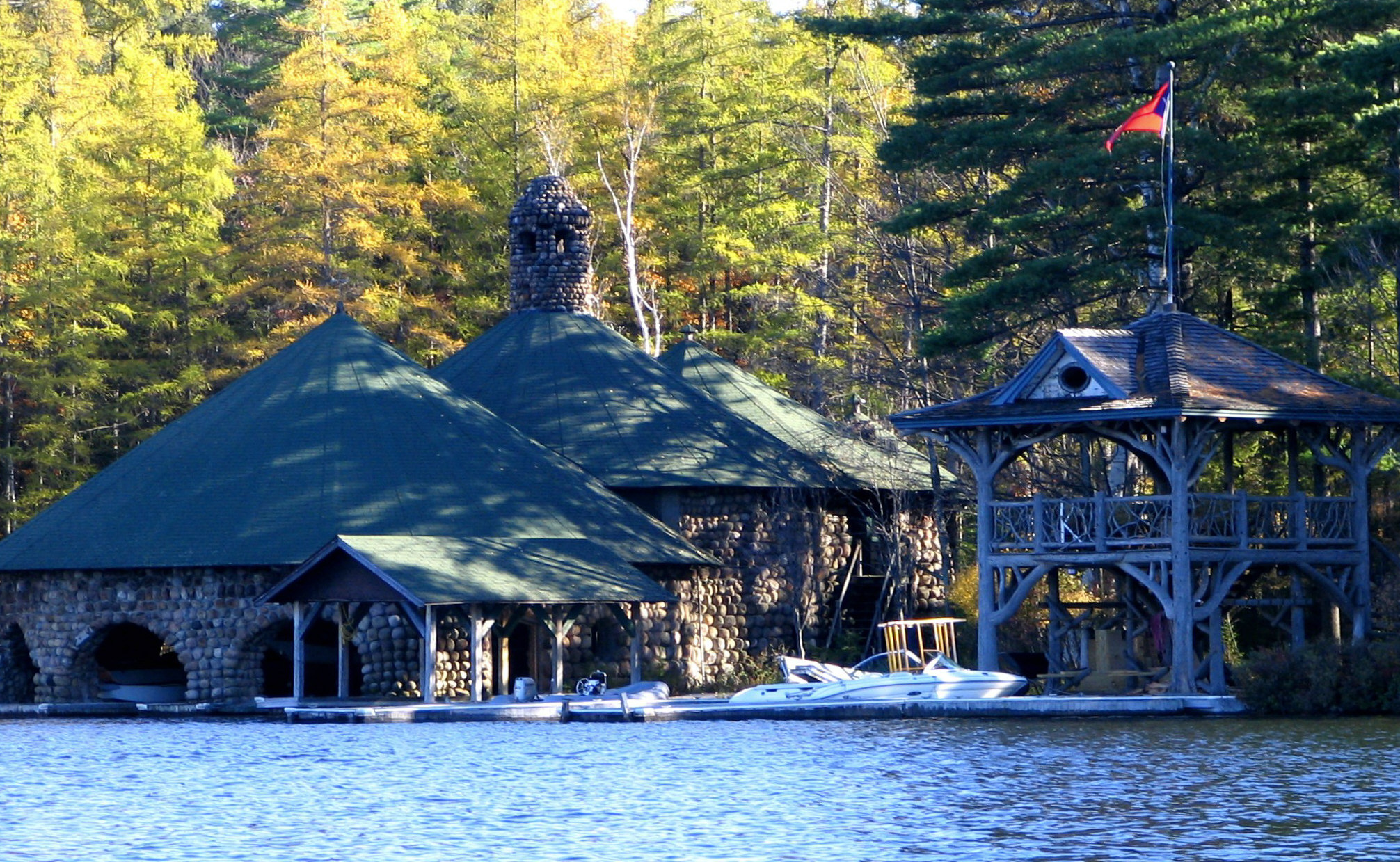
Camp Katia am Upper St. Regis Lake
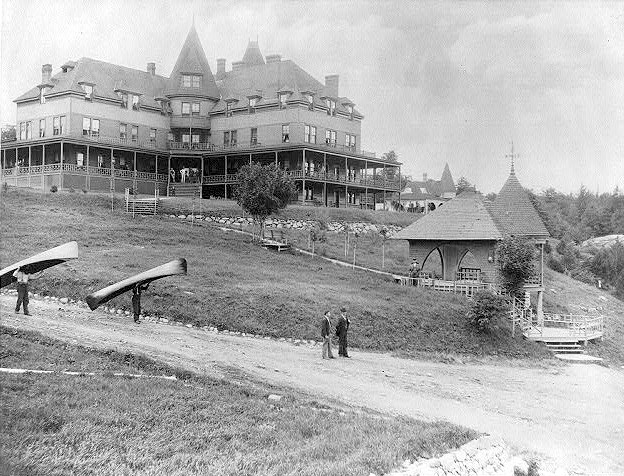
Hotel Wawbeek, Upper Saranac Lake, 1890, Stoddard
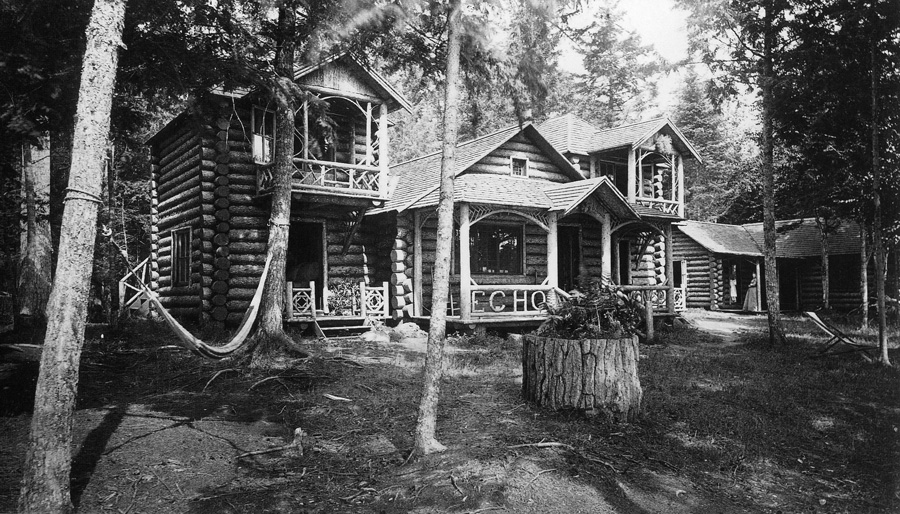
Echo Camp, Upper Saranac Lake, 1916, Stoddard